# Filología clásica
La filología clásica atiende al estudio de las lenguas clásicas: latín y griego clásico. También se le conoce con el nombre de estudios clásicos.

## Objeto de estudio
La Filología Clásica tiene su origen en Alejandría, en la restauración y clasificación de los textos arcaicos y clásicos griegos. Después empezó a ocuparse de las textos latinos, cuando la financiación de la biblioteca alejandrina pasó a depender de los Césares romanos. Según los estudios filológicos iban ganando en complejidad, empezaron a ocuparse de cuestiones lingüísticas y de realia, dado que los textos son la principal vía de conocimiento del mundo clásico, por lo que generalmente se entiende que la filología clásica es el estudio de las civilizaciones de Grecia y Roma en su conjunto: lenguas, historia, filosofía,  mitología, religión, arte, arqueología y política. Estos estudios han sido considerados en el mundo occidental como el germen de los estudios de las humanidades. La creación de nuevas subdisciplinas como los estudios del sánscrito y del indoeuropeo ha contribuido con aportaciones directas o indirectas al campo de la filología clásica.
Tradicionalmente se han asociado a los estudios de filología clásica en un sentido estricto todos aquellos que están relacionados con la historia y las culturas de Grecia y de Roma:
- Historia de Grecia y Roma.
- Mitología clásica.
- Historia del arte clásico.
- Filosofía griega y romana.
- Fonética, morfología y sintaxis.
- Lingüística diacrónica, dialectología e historia de la lengua.
- Lenguas indoeuropeas: sánscrito.
- Epigrafía, paleografía y papirología.
- Métrica
- Retórica.
- Crítica textual.
- Traducción.

En varios países de Europa, como en el Reino Unido, la especialización en Historia Antigua, así como cualquier profundización relacionada con el mundo clásico (arte, filosofía, mitología e historia) se lleva a cabo dentro del departamento o facultad de estudios clásicos. En la mayoría de las universidades europeas, los estudios clásicos existen como un departamento dentro de una facultad. Sin embargo en las universidades británicas de Oxford y Cambridge existe una facultad especializada para estos.

## Etimología
El término filología deriva del latín philologĭa que, a su vez, proviene del griego φιλολογία (philología) que significa amor o interés por la palabra. El término ha evolucionado con el paso del tiempo, en el siglo IV a. C., en los Diálogos de Platón, éste entiende al filólogo como el amante del logos, quien encuentra placer en la conversación. Un siglo después, Eratóstenes considera al philologus como el erudito universal. Posteriormente, para la época del Renacimiento, el término será equivalente a criticus o grammaticus, lo cual es más similar a lo que se entiende en la actualidad por filología, el estudio de textos clásicos y la evolución de la lengua desde su desarrollo histórico hasta el literario.
Por su parte, el término clásica proviene del latín classicus que significa "perteneciente a la clase más alta de ciudadanos". La palabra se usó originalmente para describir a los miembros de los Patricios, la clase más alta en la antigua Roma. En el siglo II d. C., la palabra se usaba en la crítica literaria para describir a escritores de la más alta calidad. Por ejemplo, Aulo Gelio, en sus Noches Áticas, contrasta a los escritores "classicus" y "proletarius". Para el siglo VI d. C., la palabra había adquirido un segundo significado, refiriéndose a los alumnos de una escuela. Por lo tanto, los dos significados modernos de la palabra, que se refieren tanto a la literatura considerada de la más alta calidad, como a los textos estándar utilizados como parte de un plan de estudios, ambos derivan del uso romano.

## Clasicistas famosos
- Ulrich von Wilamowitz-Möllendorff
- August Pauly
- Georg Wissowa
- Félix Jacoby
- Eduard Fränkel
- Hugh Lloyd-Jones
- John Chadwick

## Clasicistas famosos españoles
- Josep Alsina i Clota
- Agustín García Calvo
- Antonio López Eire
- Antonio Tovar
- Alberto Bernabé
- Carles Riba
- Francisco Rodríguez Adrados
- José Manuel Pabón
- Martín Sánchez Ruipérez
- Carlos García Gual
- Luis Gil Fernández
- Antonio Ruiz de Elvira Prieto
- Miquel Dolç
- Antonio Bravo García
- Manuel Fernández Galiano
- Sebastián Mariner Bigorra
- Mariano Bassols de Climent
- Irene Vallejo Moreu
- Aurora Luque